# 南亚该亚希腊语
南亚该亚希腊语是一种古希腊语方言，分布在伯罗奔尼撒半岛中部的阿卡迪亚和塞浦路斯。南亚该亚希腊语和线形文字B记录的迈锡尼希腊语很像，说明南亚该亚希腊语可能是它的后代。
塞浦路斯出土的所有南亚该亚希腊语文献都只用塞浦路斯音节文字书写。最重要的已知文本是伊达利翁石板。5世纪语法学家亚历山大的赫西基奥斯整理了一份词表，是研究词汇最重要的资料。

## 历史
多利亚人入侵之前，亚该亚希腊语（约公元前1200年）据信由伯罗奔尼撒的亚该亚人使用。塞浦路斯和阿卡迪亚方言的同言线证明，亚该亚人有些迁徙到了塞浦路斯。如保萨尼亚斯的记载：
阿伽佩诺，安凯厄斯之子、来库古之子，是埃凯默斯之后的王，将阿卡迪亚人带到特洛伊。攻占特洛伊后，凯旋时的风暴把阿伽佩诺和阿卡迪亚舰队带去了塞浦路斯，阿伽佩诺于是建立了帕福斯，并在古帕福斯城建造了阿佛洛狄忒的圣地。
建城发生在公元前1100年之前。随着多利亚人入侵伯罗奔尼撒半岛，又有一批难民逃到塞浦路斯，其余迁入阿卡迪亚群山中。据John T Hooker，对于一般的历史语言学图景，比较好的解释是

那就是，在青铜时代迈锡尼大扩张时期，一种相当独特的方言分布在塞浦路斯和伯罗奔尼撒，但后来讲西部方言的人入侵了伯罗奔尼撒，占领了沿海各国，但没有对阿卡迪亚进行大规模入侵。

## 后续演变
在迈锡尼文明崩溃后，塞浦路斯和阿卡迪亚的往来很快断绝。塞浦路斯音节文字一直使用到公元前3世纪。
字母Tsan仅在阿卡迪亚有使用，最晚的用例约在公元前6世纪。南亚该亚希腊语保留了很多阿提卡希腊语和伊奥尼亚希腊语不存的迈锡尼希腊语特征，如/w/。

## 书目
- A History of Ancient Greek: From the Beginnings to Late Antiquity- Arcado-Cypriot by A.Panayotou
- C. M. Bowra Homeric Words in Arcadian Inscriptions （页面存档备份，存于）
- Yves Duhoux. Introduction aux dialectes grecs anciens. Lounain-la-Neuve: Cabay, 1983 ISBN 2-87077-177-0
- Rüdiger Schmitt. Einführung in die griechischen Dialekte. Darmstadt: Wissenschaftliche Buchgesellschaft, 1977 ISBN 3-534-05672-8
- Markus Egetmeyer. Le dialecte grec ancien de Chypre. 2 vols., vol. 1: Grammaire; vol. 2: Répertoire des inscriptions en syllabaire chypro-grec. Berlin–NY: De Gruyter, 2010.

## 阅读更多
- Bakker, Egbert J., ed. 2010. A companion to the Ancient Greek language. Oxford: Wiley-Blackwell.
- Christidis, Anastasios-Phoivos, ed. 2007. A history of Ancient Greek: From the beginnings to Late Antiquity. Cambridge, UK: Cambridge University Press.
- Colvin, Stephen C. 2007. A historical Greek reader: Mycenaean to the koiné. Oxford: Oxford University Press.
- Horrocks, Geoffrey. 2010. Greek: A history of the language and its speakers. 2nd ed. Oxford: Wiley-Blackwell.
- Palmer, Leonard R. 1980. The Greek language. London: Faber & Faber.